# 新座市立第四中学校
新座市立第四中学校（にいざしりつ だいよんちゅうがっこう）は、埼玉県新座市大和田四丁目にある公立中学校。
校樹はケヤキ、校花はコブシ、校章はケヤキの葉の図案化。

## 沿革
| 昭和51年 | 本校舎及びプール起工日（開校記念日） |
| 52年     | 新座市立第四中学校開校 池田 文三 初代校長着任 校章制定 |
| 56年     | 佐藤 昭一 ２代校長着任 |
| 57年     | 「快適な環境作り推進モデル校」として県の委嘱を受ける 増築校舎（普通教室４部屋）落成 |
| 58年     | 松坂 忠司 ３代校長着任 |
| 60年     | 昭和60年・61年度「体力向上」で県の委嘱を受ける |
| 61年     | 河瀬 俊弘 ４代校長着任 |
| 62年     | 大久保 昭男 ５代校長着任 |
| 平成 2年 | 神山 亮友 ６代校長着任 |
| 4年      | 武道場竣工 生徒指導「積極的な生徒指導の展開」で市の委嘱を受ける |
| 5年      | 渡辺 繁生 ７代校長着任 |
| 6年      | 保健体育科で県・市の委嘱を受ける |
| 7年      | 保健体育科で市の委嘱を受ける |
| 8年      | 開校20周年式典を挙行する |
| 9年      | 木下 保則 ８代校長着任 |
| 10年     | 平成10・11年度、国語科で市の委嘱を受ける |
| 11年     | 高橋 正 ９代校長着任 |
| 12年     | 平成12・13年度、総合的な学習の時間で市の委嘱を受ける |
| 13年     | 小林 正高 １０代校長着任 |
| 15年     | 平成15・16年度、学習指導で市の委嘱を受ける |
| 16年     | 五十嵐 由和 １１代校長着任 |
| 17年     | 「教育に関する３つの達成目標」で県の委嘱を受ける |
| 18年     | 平成17・18・19年度、「教科、道徳、特別活動」で市の委嘱を受ける 平成18・19年度、「学校評価システム構築事業委託協力校」で文科省の委託を受ける 創立30周年式典を挙行する                        |
| 19年     | 校訓 自主・自律 協同を制定する |
| 20年     | 北村 好史 １２代校長着任 |
| 21年     | 平成21・22年度、「教科、道徳、特別活動」で市の委嘱を受ける |
| 22年     | 船津 三樹男 １３代校長着任 |
| 25年     | 右田 勉 １４代校長着任 |
| 28年     | 高橋 利明 １５代校長着任 創立４０周年記念式典を挙行する |
| 29年     | 埼玉県教育委員会体力向上優良校の表彰を受ける 東京２０２０オリンピック・パラリンピック教育実施校に認証される 平成29・30・31年度 「豊かな心をもち、共に高め合う生徒の育成」で市の委嘱を受ける |
| 30年     | コミュニティー・スクール（学校運営協議会制度）を導入 |
| 31年     | 森 聖 １６代校長着任 |

## 部活動
- 2005年 - 男子バスケットボール部が全国中学校バスケットボール大会にて優勝。

## 交通アクセス
- JR武蔵野線新座駅北口から徒歩20分。
- 東武東上線志木駅南口バス乗り場・3番からの「新座団地」行きを「団地南」で下車して徒歩2分。